# Dien Bien Phu
Điện Biên Phủ é um cidade localizada no noroeste do Vietnam e capital da província do mesmo nome, conhecida na história por ser o local da mais famosa batalha na luta do povo vietnamita pela independência do colonialismo francês.
A cidade, em 2009, tinha uma população de 48 020 habitantes de acordo com o censo oficial daquele ano. A população cresce rapidamente, com as projeções demográficas lhe dando uma população de 150 mil habitantes para o ano de 2020. A maioria dos habitantes não é de etnia vietnamita, mas de grupos étnicos tailandeses.
Dien Bien se espalha pelo vale Muong Thanh, com uma área urbana de 20 kms de comprimento por 6 kms de largura, no limite ocidental da província e a pequena distância da fronteira com o Laos. Situada numa região rica na produção de arroz, foi a principal fonte de recursos alimentícios para abastecimento do Việt Minh, o movimento de independência do país, em sua luta contra os ocupantes franceses.

## Passado de conflitos militares
Nos anos 50, a cidade ficou conhecida não apenas por ser um grande centro de tráfico de ópio no Sudeste Asiático, mas também pela batalha que leva seu nome, que resultou num grande realinhamento geopolítico mundial.

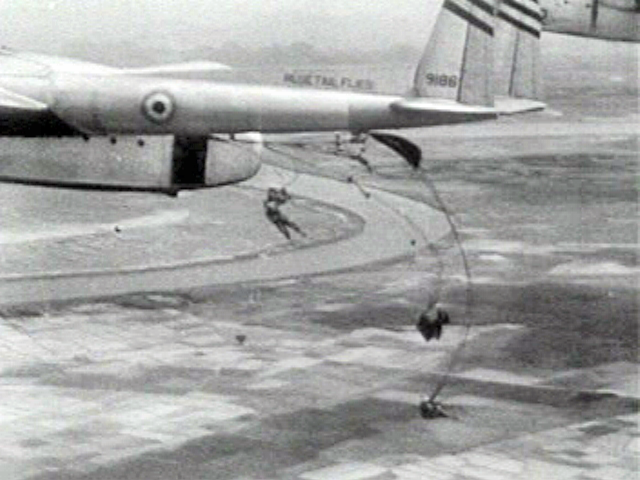
Pára-quedistas franceses saltam sobre Dien Bien Phu.

Em novembro de 1953 ela foi fortificada pelos franceses na maior operação de transporte aéreo de suprimentos e tropas da Guerra da Indochina (1946-1954) de maneira a bloquear as rotas de transporte dos vietnamitas e preparar o lugar para o enfrentamento e vitória contra os nacionalistas do Vietminh. No ano seguinte, o lugar viu o desenrolar da famosa Batalha de Dien Bien Phu, onde as forças francesas cercadas pelos vietnamitas, apoiados pela China, resistiram por 57 dias até sua rendição, negociada numa conferência internacional em Genebra, levada à cabo pela França, Estados Unidos, Grã-Bretanha e União Soviética.

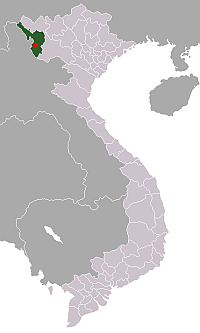
Dien Bien Phu no mapa do Vietnam.

A vitória das tropas do General Giap sobre o exército francês, terminaram com o domínio da França na então Indochina, levando aos acordos que dividiram o país em dois: Vietnam do Norte, comunista, aliado à China, à URSS e ao bloco de países do leste europeu e Vietnam do Sul, capitalista e alinhado à Europa Ocidental e aos Estados Unidos. 
O medo ocidental de uma expansão do comunismo pelo Sudeste da Ásia – chamada de Teoria do Dominó pelo então Presidente Dwight Eisenhower – com a retirada dos franceses da Indochina, do Laos e do Camboja nos anos seguintes, acabaria sendo o fator principal para o posterior envolvimento direto dos norte-americanos na Guerra do Vietnam.